# Quazar
Die Band Quazar wurde vom Sänger und Gitarristen Glen Goins und seinem Bruder Kevin Goins im Jahre 1978 in Detroit gegründet.

## Geschichte
Glen Goins verließ 1977 das lose P-Funk-Musiker-Konglomerat um George Clinton, nachdem es zu finanziellen Streitigkeiten im Zuge der Veröffentlichung des Albums Funkentelechy vs. the Placebo Syndrom kam. Zu großen Teilen wurde das Debüt-Album von dem ehemaligen P-Funk-Musiker Jerome Brailey mitgeschrieben und produziert und sollte die bemerkenswerten musikalischen Talente von Glen Goins zum Vorschein bringen. Der Posaunist Fred Wesley bezeichnete Goins einmal als den größten Sänger, den er jemals gehört habe.
Glen Goins litt unter der Hodgkin-Krankheit und verstarb im Laufe des Aufnahmeprozesses Ende 1978. Das Album konnte noch von seinem Bruder Kevin Goins und Jerome Braily fertiggestellt werden und wurde von der Plattenfirma Arista Records veröffentlicht. Nach dem Tod von Glen Goins gab es keine Band, um das Album zu promoten, und die restlichen Musiker hatten auch nicht die Absicht eine neue zu gründen. Das Debüt-Album verschwand ohne große Resonanz in der Versenkung und wurde erst wieder im Zuge der „Rare Groove“-Bewegung wiederentdeckt und neu aufgelegt.

## Diskografie
- 1978: Quazar (Arista)